# Joachim Arnold (Politiker)

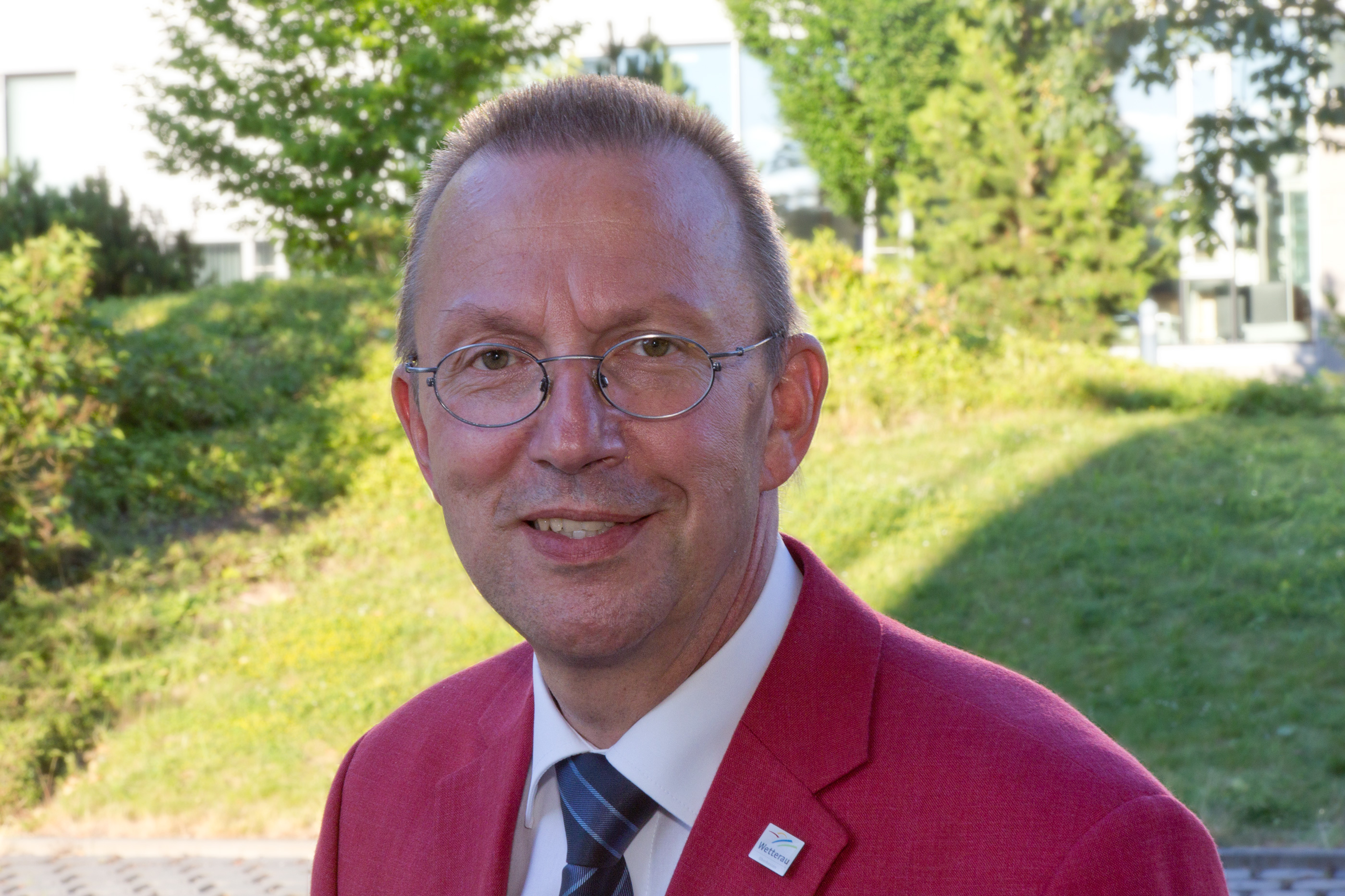
Joachim Arnold, 2012

Joachim Arnold (* 14. Juni 1959 in Wölfersheim) ist ein deutscher Politiker (SPD) und war von 2008 bis 2017 Landrat des Wetteraukreises.

## Leben

### Ausbildung und Beruf
Arnold besuchte die Singbergschule in Wölfersheim und danach die Augustinerschule in Friedberg, an welcher er sein Abitur machte. Anschließend studierte er an der Technischen Universität Darmstadt und schloss sein Studium als Diplom-Ingenieur ab. Des Weiteren absolvierte er am Oberprüfungsamt Frankfurt das zweite technische Staatsexamen als Assessor des Vermessungs- und Liegenschaftswesens und besuchte die Wirtschaftsakademie Freiburg, die er als geprüfter Wirtschaftsförderer verließ.
Arnold arbeitete beim Hanauer Amt für Landwirtschaft und Landentwicklung als Abteilungsleiter für Landentwicklungsmaßnahmen. Danach war er Dezernent für Landmanagement beim Hessischen Landesamt für Regionalentwicklung und Landwirtschaft in Wiesbaden.
Arnold ist verheiratet und hat zwei Kinder.

### Politische Karriere
Er gehört seit 1985 dem Vorstand der Wölfersheimer SPD an. Von 1989 bis 1992 war er Beigeordneter im Gemeindevorstand von Wölfersheim. 1993 fungierte er als Erster Beigeordneter der Gemeinde. Danach bekleidete er von 1994 bis zum Juni 2008 das Amt des Bürgermeisters von Wölfersheim. Arnold schied aus diesem Amt aus, da er am 10. Februar 2008 in einer Stichwahl zum Landrat des Wetteraukreises gewählt wurde. Sein Amtsantritt erfolgte am 1. Juli 2008. Am 19. Januar 2014 erfolgte seine Wiederwahl. Von 2006 bis zu seiner Wahl zum Landrat war er Mitglied des Kreistages des Wetteraukreises. Ende Dezember 2017 legte er sein Amt als Landrat des Wetteraukreises nieder, um am 1. Januar 2018 als Nachfolger von Rolf Gnadl in der Geschäftsleitung der Oberhessische Versorgungsbetriebe AG (OVAG) tätig zu werden. Zu seinem Nachfolger im Amt des Landrates wurde im März 2018 Jan Weckler gewählt. Seit 1. Januar 2020 ist Arnold Vorstandsvorsitzender der OVAG.